# Membruggen
Membruggen is een dorp en deelgemeente van de gemeente Riemst in het zuidoosten van de Belgische provincie Limburg, het was een zelfstandige gemeente tot aan de gemeentelijke herindeling van 1971. Tot het dorp behoort ook het gehucht Klein-Membruggen.

## Etymologie
De naam Membruggen verscheen voor het eerst in een schriftelijk document van 1365 als Membrughen. Mogelijk gaat het om een brug van ene Menno.

## Geschiedenis
Onder meer de ligging aan de heerweg van Tongeren naar Nijmegen leidde tot Romeinse bewoning in deze streek, getuige vondsten van een centuratio en fundamenten van een Romeins gebouw uit de 2e eeuw.
Al in de 13e eeuw behoorde Membruggen tot het bezit van de Graven van Loon. Vanaf 1366 maakte het deel uit van de Bisschoppelijke Tafel van Luik. In 1766 werd Membruggen in leen gegeven aan het grafelijke geslacht De Borchgrave. Het patronaatsrecht en tiendrecht van de Sint-Hubertusparochie werd omstreeks 1180 door Diederik van Pietersheim geschonken aan de door hem gestichte Abdij van Hocht. In 1401 werd de kerk geheel onderhorig aan deze Abdij.
In 1970 werd de gemeente Membruggen bij de fusiegemeente Elderen gevoegd. In 1977 werd Elderen opgeheven en kwam Membruggen bij de gemeente Riemst.
Tegenwoordig is Membruggen vooral een landbouwgemeente, en ook wonen er forenzen.

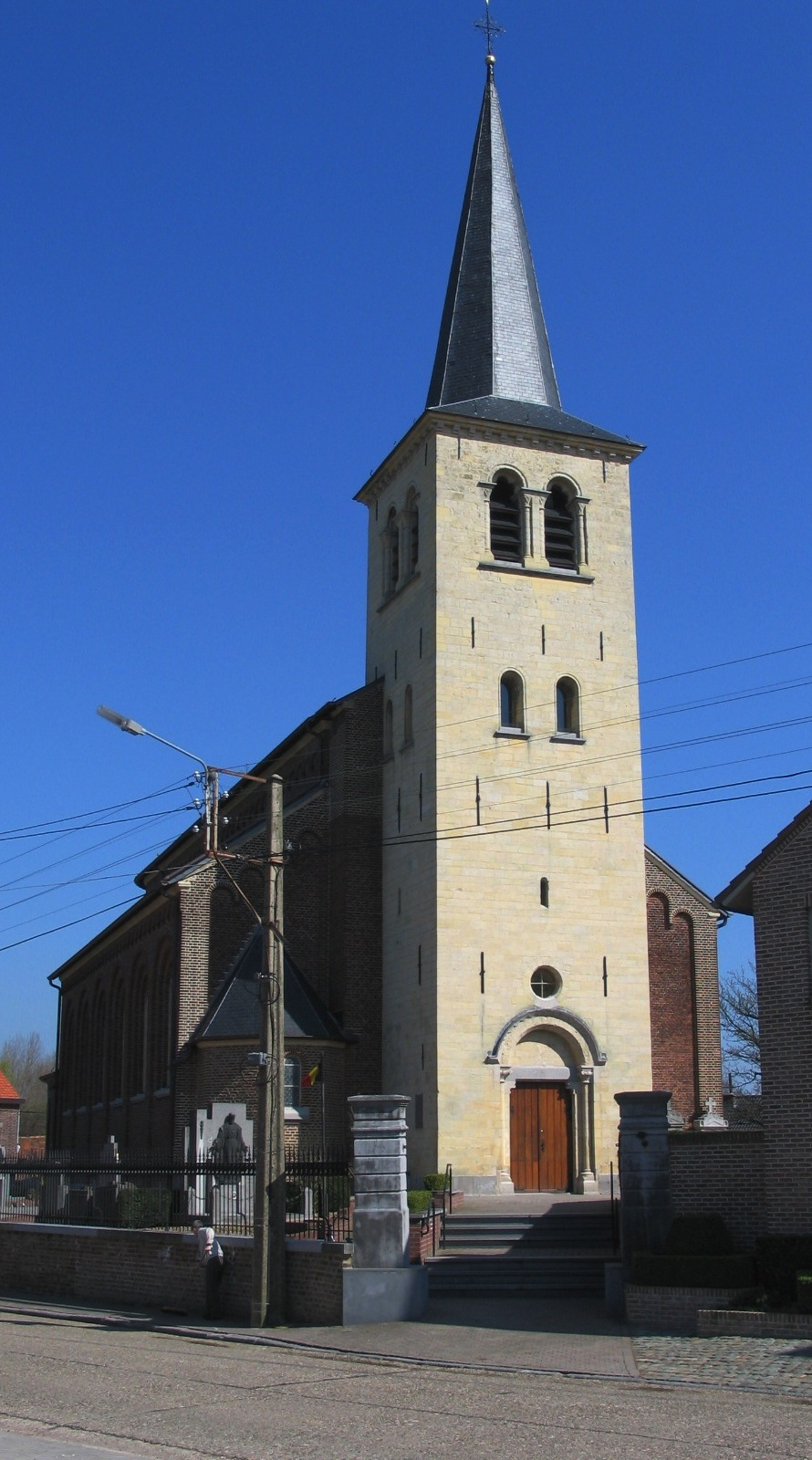
De Sint-Hubertuskerk

## Demografische ontwikkeling
- Bronnen:NIS, Opm:1831 tot en met 1961=volkstellingen

## Bezienswaardigheden
- De Sint-Hubertuskerk heeft een toren die opgetrokken is in mergel en waarvan het onderste deel uit 1757 stamt. De rest van het gebouw is in baksteen en uitgevoerd in 1872.
- De Steenbakkerij van Membruggen, aan Dorpsstraat 17, heeft omstreeks 1960 een ringoven opgestart, welke als één der weinige in België nog bestaat. Deze steenfabriek is gespecialiseerd in oude typen baksteen voor restauratiedoeleinden.
- Membruggen kent een aantal vierkantshoeven.

## Waterbond

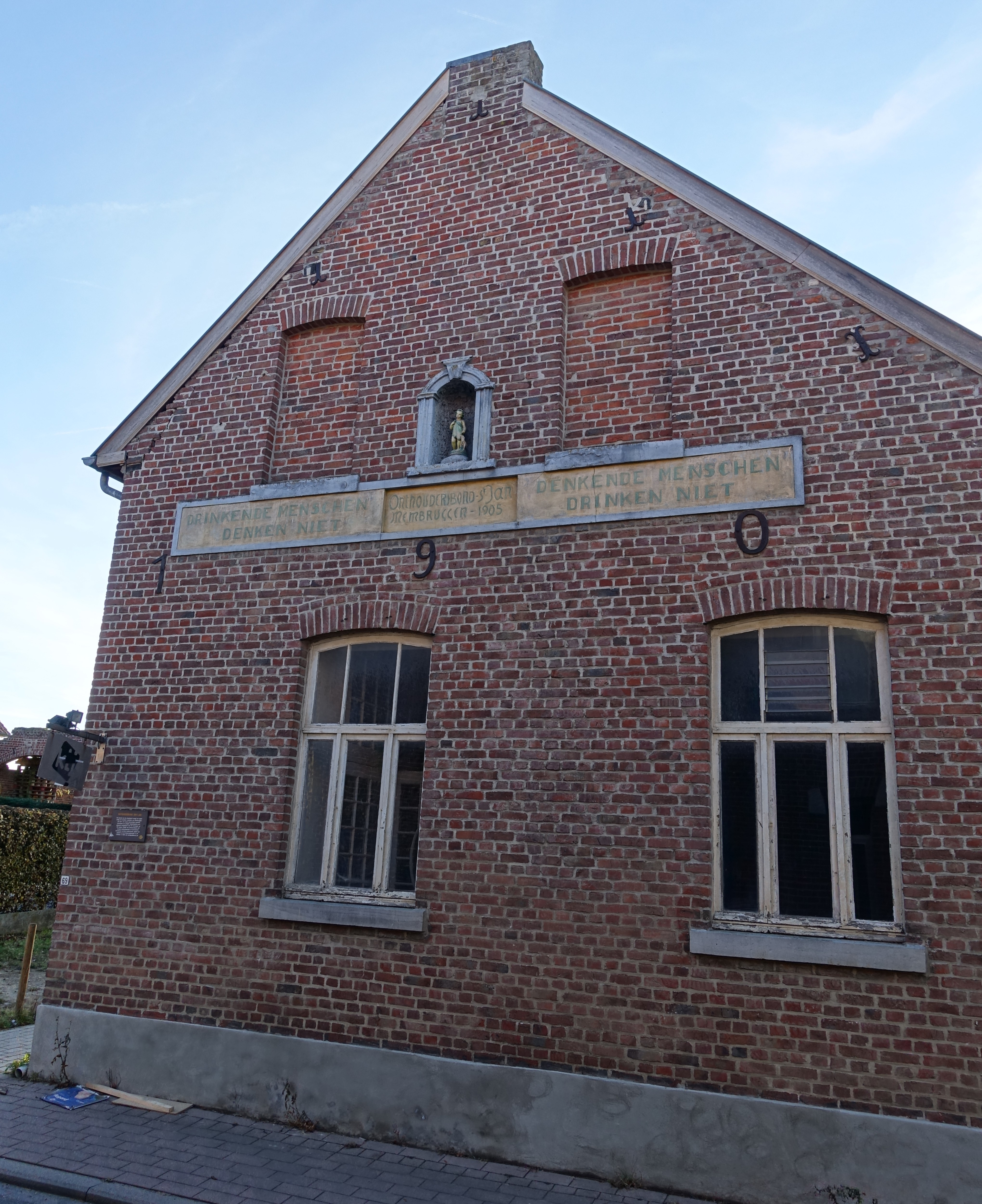
Lokaal van Onthoudersbond

Membruggen was vroeger, vanwege de armoede ten gevolge van de eerste industriële revolutie, een plaats waar veel gedronken werd, vooral zelfgestookte graanjenever. In de landbouw ging het slecht, en velen werkten in de Luikse industrie of het Luikse platteland en bleven de hele week van huis om, in het weekend, thuis hun ellende weg te drinken. Er waren op een gegeven ogenblik 27 cafés verdeeld over 81 huizen. Aldus werd, op initiatief van de pastoor en de onderwijzer Lenaerts, in 1905 de Matigheidsbond "Sint-Jan" opgericht. In 1907 opende deze een alcoholvrij café annex ontspanningsruimte voor de inwoners die alcohol afgezworen hadden onder het motto "Denkende menschen drinken niet, drinkende menschen denken niet." Zowel geheelonthouders als matige drinkers, die wel nog bier en wijn dronken, kwamen er samen.
De bond werd, spottend, wel de waterbond genoemd, en de bijnaam voor Membruggenaren werd dan ook: die van de Waterbond. Ook in nabijgelegen plaatsen bestonden dergelijke initiatieven, maar dat van Membruggen is blijven voortbestaan. De Sint-Jansbond in Membruggen was immers een van de enige matigheidsverenigingen met een eigen lokaal.
Het lokaal van de bond, aan Dorpsstraat 69, heeft nog een oude vakwerkgevel. Oorspronkelijk was het een schuur van een boerderij die geschonken werd door een van de leden van de vereniging, Mathijs "Thébës" Martens, en werd verbouwd tot alcoholvrij café in 1907.
Het gebouw wordt nog gebruikt als lokaal van de plaatselijke KLJ, en is het de maatschappelijke zetel van de matigheidsvereniging Sobriëtas.

## Natuur en landschap
Membruggen ligt op de grens van Vochtig- en Droog-Haspengouw op een hoogte van ongeveer 90 meter. Aan de Demerstraat bevindt zich één de bronnen van de Demer, hier Molenbeek genoemd. Langs deze beek vindt men het natuurreservaat Molenbeemd.

## Sport
Tussen 1954 en 2006 speelde de voetbalclub FC Membruggen in de provinciale reeksen. De club speelde meestal in derde of vierde provinciale, al kende ze ook een verblijf in tweede provinciale rond 1970. Het seizoen 2005-2006 was het laatste seizoen in competitie voor de club. In 2007 werd met Membruggen V&V (voluit: Voetbal en Verenigingsleven) een nieuwe club opgericht die startte in vierde provinciale. In 2017 promoveerde de club naar derde provinciale, waarin ze nog steeds speelt. Sinds 2016 is er ook een dameselftal dat momenteel postvat in tweede provinciale. Voormalig profvoetballer en ex-Rode Duivel Gert Claessens startte zijn carrière bij FC Membruggen. Hij keerde terug naar Membruggen V&V in 2007 en sloot daar zijn voetballoopbaan af in 2008. Voor 1954 was er ook voetbal in Membruggen, zij het niet binnen de reeksen van de KBVB. 

## Nabijgelegen kernen
's Herenelderen, Genoelselderen, Grote-Spouwen, Rijkhoven, Herderen.